# Dachstein, Bas-Rhin
Dachstein là một xã thuộc tỉnh Bas-Rhin trong vùng Grand Est đông bắc Pháp.